# Jaromír Jágr
Jaromír Jágr (uitspraakⓘ) (Kladno, 15 februari 1972) is een Tsjechische ijshockeyer. Hij verruilde in februari 2015 de New Jersey Devils voor de Florida Panthers. Voorheen speelde hij voor onder meer de New York Rangers, Washington Capitals, Pittsburgh Penguins en Philadelphia Flyers. Op de Olympische Winterspelen van 1998 won Jágr met het Tsjechisch ijshockeyteam de gouden medaille. Hij won in zijn carrière als speler tweemaal de Stanley Cup. Met de Pittsburgh Penguins in 1991 & 1992.
Jagr is 'lid' van de Triple Gold Club, een benaming die in Amerika wordt gegeven aan spelers die de Stanley Cup, goud op de Spelen en het Wereldkampioenschap ijshockey wonnen. Hij was de tweede Tsjechische speler die dit lukte, na Jiří Šlégr.
Jágr beëindigde op zondag 25 mei 2014 zijn interlandcarrière. Die begon in 1990 toen hij met Tsjechoslowakije brons won op het WK in Bern. Hij werd in zowel 2005 als 2010 wereldkampioen met Tsjechië, waarmee hij in 1998 ook de olympische titel won. Hij kwam in april 2015 op 43-jarige leeftijd terug op zijn beslissing en stelde zich beschikbaar voor het WK 2015, dat zich in zijn vaderland zou afspelen.
Anno 2023 speelt Jagr nog steeds professioneel ijshockey bij zijn jeugdclub HC Kladno is Tsjechië. Hij is tevens eigenaar van dit team. Dat hij nog op zo'n hoge leeftijd professioneel ijshockey speelt is opmerkelijk maar Jagr heeft meerdere keren aangegeven dat hij moet blijven spelen omdat zijn aanwezigheid op het ijs toeschouwers en sponsors aantrekt. Hij is bang dat wanneer hij met pensioen gaat de club in financiële problemen zal komen.  

## Trivia

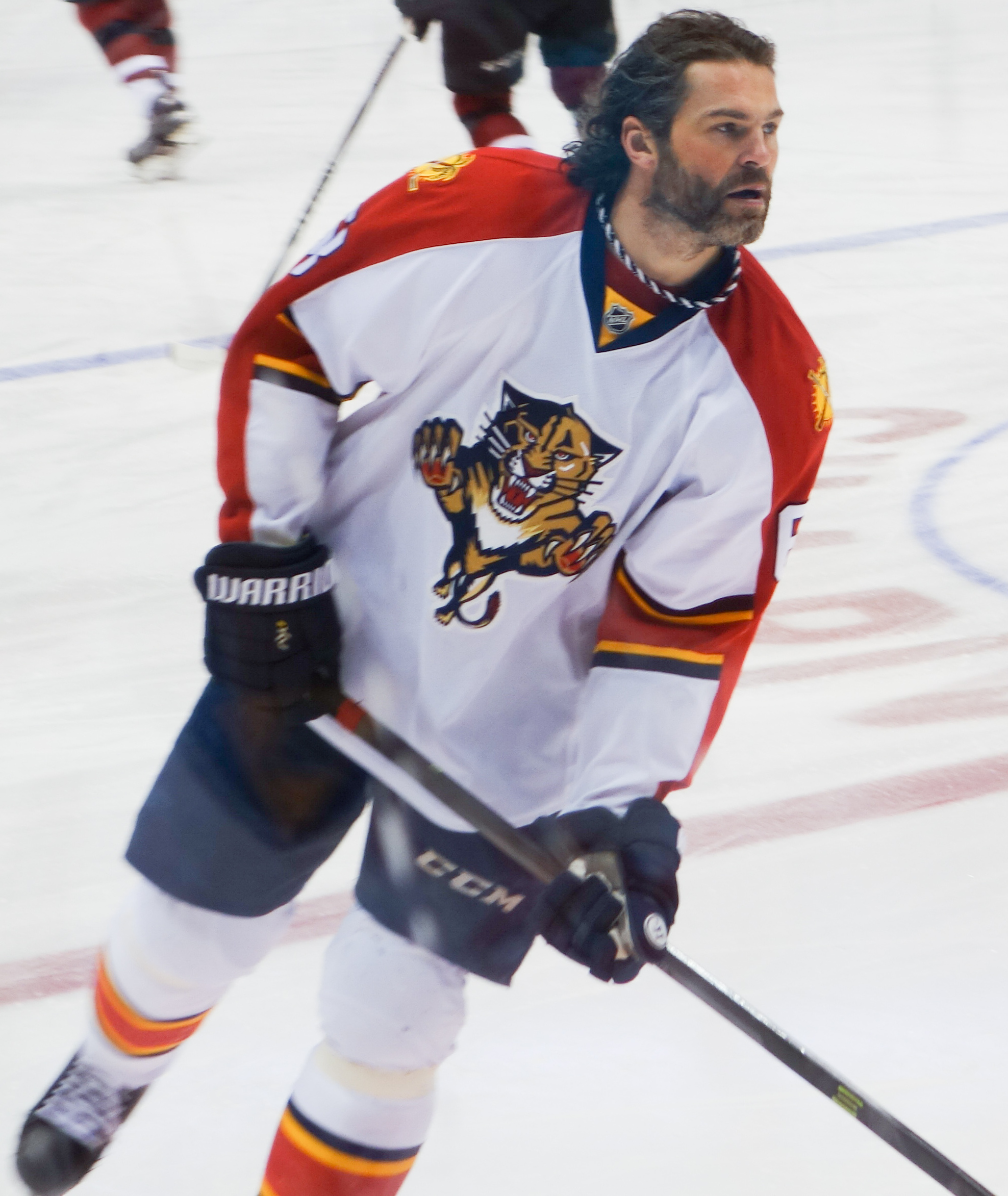
Jágr in actie voor de Florida Panthers in 2016

- Jágr maakte op 3 januari 2015 drie goals voor de New Jersey Devils, tegen de Philadelphia Flyers. Op een leeftijd van 42 jaar en 322 dagen werd hij daarmee de oudste maker van een hattrick in de geschiedenis van de NHL, een record dat tot op dat moment in handen was van de Zweed Nicklas Lidstrom.
- Jágr werd op 20 Oktober 2016 de derde speler ooit die 750 doelpunten scoorde in de NHL.
- Jagr staat 2e op de eeuwige ranglijst van NHL spelers met de meeste punten, achter Wayne Gretzky.

## Carrière
| Seizoen   | Team                | Competitie                               | Opmerking                                    |
| --------- | ------------------- | ---------------------------------------- | -------------------------------------------- |
| 1984/1985 | HC Kladno Jr.       | First Ice Hockey League Tsjechoslowakije |                                              |
| 1985/1986 | HC Kladno Jr.       | First Ice Hockey League Tsjechoslowakije |                                              |
| 1986/1987 | HC Kladno Jr.       | First Ice Hockey League Tsjechoslowakije |                                              |
| 1987/1988 | HC Kladno Jr.       | First Ice Hockey League Tsjechoslowakije |                                              |
| 1988/1989 | HC Kladno           | First Ice Hockey League Tsjechoslowakije |                                              |
| 1989/1990 | HC Kladno           | First Ice Hockey League Tsjechoslowakije |                                              |
| 1990/1991 | Pittsburgh Penguins | National Hockey League                   |                                              |
| 1991/1992 | Pittsburgh Penguins | National Hockey League                   | Winnaar Stanley Cup / NHL All-Star Team      |
| 1992/1993 | Pittsburgh Penguins | National Hockey League                   | Winnaar Stanley Cup / NHL All-Star Team      |
| 1992/1993 | Pittsburgh Penguins | National Hockey League                   | NHL All-Star Team                            |
| 1993/1994 | Pittsburgh Penguins | National Hockey League                   | NHL All-Star Team                            |
| 1994/1995 | HC Kladno           | First Ice Hockey League Tsjechoslowakije |                                              |
| 1994/1995 | HC Bolzano          | Serie A (IJshockey)                      |                                              |
| 1994/1995 | Schalker Sharks     | Duitse Oberliga (IJshockey)              |                                              |
| 1994/1995 | Pittsburgh Penguins | National Hockey League                   | Art Ross Memorial Trophy                     |
| 1995/1996 | Pittsburgh Penguins | National Hockey League                   | NHL All-Star Team                            |
| 1996/1997 | Pittsburgh Penguins | National Hockey League                   | NHL All-Star Team                            |
| 1997/1998 | Pittsburgh Penguins | National Hockey League                   | NHL All-Star Team / Art Ross Memorial Trophy |
| 1998/1999 | Pittsburgh Penguins | National Hockey League                   | NHL All-Star Team/ Art Ross Memorial Trophy  |
| 1999/2000 | Pittsburgh Penguins | National Hockey League                   | NHL All-Star Team/ Art Ross Memorial Trophy  |
| 2000/2001 | Pittsburgh Penguins | National Hockey League                   | NHL All-Star Team/ Art Ross Memorial Trophy  |
| 2001/2002 | Washington Capitals | National Hockey League                   | NHL All-Star Team                            |
| 2002/2003 | Washington Capitals | National Hockey League                   | NHL All-Star Team                            |
| 2003/2004 | Washington Capitals | National Hockey League                   |                                              |
| 2003/2004 | New York Rangers    | National Hockey League                   | NHL All-Star Team                            |
| 2004/2005 | HC Kladno           | First Ice Hockey League Tsjechoslowakije |                                              |
| 2004/2005 | Avangard Omsk       | Russian Superleague                      |                                              |
| 2005/2006 | New York Rangers    | National Hockey League                   |                                              |
| 2006/2007 | New York Rangers    | National Hockey League                   |                                              |
| 2007/2008 | New York Rangers    | National Hockey League                   |                                              |
| 2008/2009 | Avangard Omsk       | Kontinental Hockey League                |                                              |
| 2009/2010 | Avangard Omsk       | Kontinental Hockey League                |                                              |
| 2010/2011 | Avangard Omsk       | Kontinental Hockey League                |                                              |
| 2011/2012 | Philadelphia Flyers | National Hockey League                   |                                              |
| 2012/2013 | HC Kladno           | First Ice Hockey League Tsjechoslowakije |                                              |
| 2012/2013 | Dallas Stars        | National Hockey League                   |                                              |
| 2012/2013 | Boston Bruins       | National Hockey League                   |                                              |
| 2013/2014 | New Jersey Devils   | National Hockey League                   |                                              |
| 2014/2015 | New Jersey Devils   | National Hockey League                   |                                              |
| 2014/2015 | Florida Panthers    | National Hockey League                   |                                              |
| 2015/2016 | Florida Panthers    | National Hockey League                   | NHL All-Star Team                            |

- International Standard Name Identifier: 0000 0001 1511 7218
- Library of Congress Control Number: n97074469
- Nationale Bibliotheek van Letland: 000345356
- Nationale Bibliotheek van Tsjechië: jn20000710117
- Nationale Bibliotheek van Polen: a0000003343923
- Virtual International Authority File: 84039462
- WorldCat: E39PBJfcTDgkrtQDvyMvXJTJXd